# Symmachia satana
Symmachia satana is een vlindersoort uit de familie van de prachtvlinders (Riodinidae), onderfamilie Riodininae.
Symmachia satana werd in 2007 beschreven door Hall, J & Harvey.